# 距花万寿竹
距花万寿竹（学名：Disporum calcaratum）是秋水仙科万寿竹属的植物。分布于印度、越南、缅甸、泰国以及中国大陆的云南等地，生长于海拔1,200米至2,400米的地区，多生长于林下，目前尚未由人工引种栽培。